# 빅 군도트라

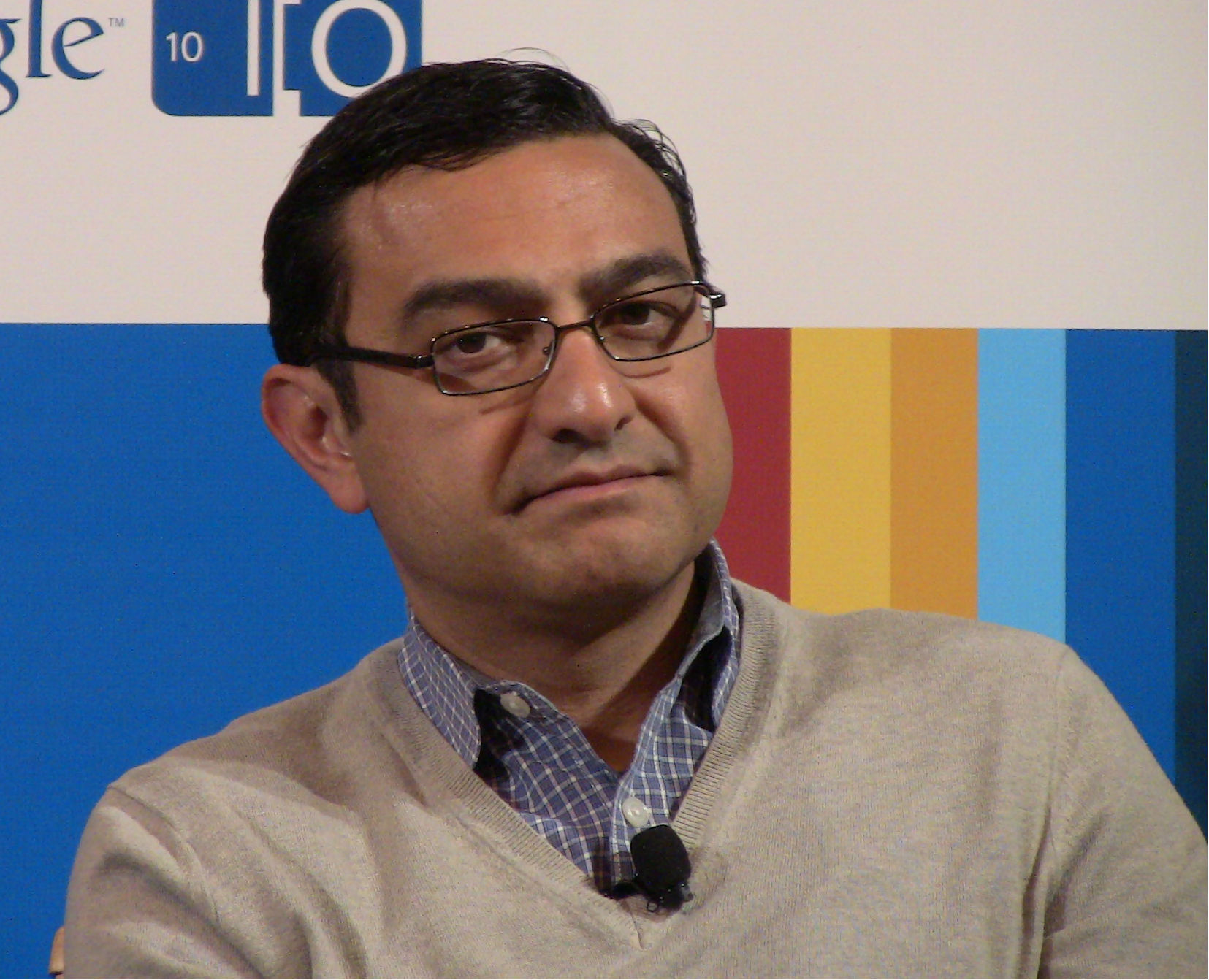

빅 군도트라(영어: Vic Gundotra, 1968년 6월 14일 ~ )는 마이크로소프트(microsoft)의 총지배인(general manager)이었고, 현재 구글(Google)의 수석 부사장이다. 그는 1991년에 마이크로소프트(microsoft)에 입사하였고, 구글엔 2007년 6월에 입사하였다. 입사한 뒤 그는 엔지니어링 부사장(Vice-President of Engineering)으로서 구글의 모바일폰 애플리케이션(applications)과  오픈 소셜 , 구글 가젯 , 구글 기어의 개발에 기여하였다. 현재는 구글+(google plus, Google+)를 지휘하고 있다.